# Bataille de Taëz (2011)
Pour les articles homonymes, voir bataille de Taëz.
Batailles
- Bataille de Saada
- Bataille de Dammaj
- Bataille de Sanaa
- Bataille de Taëz

La bataille de Taëz est une bataille de la révolution yéménite qui a eu lieu dans la ville de Taëz du 28 mai au 7 juin 2011.